# Stanisław Rozwadowski
Stanisław Rozwadowski herbu Rogala – wicemarszałek Trybunału Głównego Koronnego w 1683 roku, chorąży łukowski w latach 1694–1720, stolnik łukowski w latach 1686–1694, podczaszy łukowski w latach 1683-1685.
Jako poseł ziemi łukowskiej był uczestnikiem Walnej Rady Warszawskiej 1710 roku.